# Nekrolog 1512
Nekrolog
◄◄
| ◄
| 1508
| 1509
| 1510
| 1511
| 1512 | 1513 | 1514 | 1515 | 1516 | ► | ►►
Weitere Ereignisse | Allgemeiner Nekrolog 1512
Die Beschreibung der verstorbenen Person sollte so kurz wie möglich gehalten sein und nur deren signifikante Tätigkeit(en) enthalten.
Neue Namen ggf. auch unter dem Geburts- und Sterbedatum, also etwa unter 1. Januar und im Geburts- und Sterbejahr (2024) eintragen (nur bei entsprechender großer Wichtigkeit). Für Beispiele siehe die schon vorhandenen Artikel.
Außerdem über die fünf zuletzt Verstorbenen, zu denen es einen ausreichend guten Artikel für eine Präsentation auf der Hauptseite gibt, nach der todesbedingten Überarbeitung der Artikel ggf. auch unter Wikipedia Diskussion:Hauptseite informieren und sie am besten auch in den anderen Wikipedia-Sprachversionen eintragen. Tipp: Regelmäßig bei news.google.de nach „ist tot“, „gestorben“ oder „verstorben“ suchen.
Wenn eine Person gestorben ist, gibt es viele Seiten zu dieser Person in der Wikipedia, die davon auch betroffen sind und entsprechend aktualisiert werden müssen. Beispiele: Namenübersichtsseite, Geburtsjahr, Geburtsort-Seiten und viele mehr.
Wie finde ich die betroffenen Seiten?
Im Suchfeld auf der linken Seite gibt man den Suchbegriff so ein: „Vorname Nachname“. Dann klickt man auf Volltext und alle Seiten mit entsprechendem Suchtext werden aufgerufen. Hier sieht man dann schnell, wo auch das Todesjahr Sinn macht oder sogar ein Teil des Artikels angepasst werden muss. Auch hilft das „Werkzeug“ auf der linken Seite sehr gut, um solche Seiten aufzufinden: „Links auf diese Seite“. Somit ist die Wikipedia wieder aktuell in allen Bereichen! Hinweis: bei Eintragung der Kategorie „Gestorben JAHR“ wird der Missbrauchsfilter 49 ausgelöst, was jedoch nicht schlimm ist. Siehe: Spezial:Missbrauchsfilter/49
Dies ist eine Liste von im Jahr 1512 verstorbenen bekannten Persönlichkeiten. Die Einträge erfolgen innerhalb der einzelnen Daten alphabetisch sortiert. Tiere sind im Nekrolog für Tiere zu finden.

## Januar
| Tag        | Name         | Beruf, bekannt als                                   | Alter | Beleg |
| ---------- | ------------ | ---------------------------------------------------- | ----- | ----- |
| 2. Januar  | Svante Sture | schwedischer General und Reichsverweser von Schweden |       |       |
| 30. Januar | Reinhard IV. | Graf von Hanau-Münzenberg                            | 38    |       |

## Februar
| Tag         | Name                                      | Beruf, bekannt als                                                     | Alter | Beleg |
| ----------- | ----------------------------------------- | ---------------------------------------------------------------------- | ----- | ----- |
| 2. Februar  | Hatuey                                    | kubanischer Freiheitskämpfer                                           |       |       |
| 7. Februar  | Peter Gremmelsbach                        | deutscher Benediktiner, Abt des Klosters St. Peter auf dem Schwarzwald |       |       |
| 9. Februar  | Bernardino Fernández de Velasco y Mendoza | spanischer Adliger, Militärführer und Politiker                        |       |       |
| 12. Februar | Burkhart Engelberg                        | Steinmetz und Baumeister                                               |       |       |
| 15. Februar | Matthias Scheit                           | Bischof von Seckau                                                     |       |       |
| 22. Februar | Amerigo Vespucci                          | Navigator und Seefahrer, Namensgeber des Kontinents Amerika            | 60    |       |
| 23. Februar | Sigismondo de’ Conti                      | italienischer Humanist, Historiker und Kuriensekretär                  |       |       |

## März
| Tag      | Name                  | Beruf, bekannt als                                    | Alter | Beleg |
| -------- | --------------------- | ----------------------------------------------------- | ----- | ----- |
| 12. März | Alonso de Fonseca II. | Erzbischof von Santiago de Compostela und von Sevilla |       |       |
| 29. März | Lucas Watzenrode      | Fürstbischof des Ermlandes                            | 64    |       |

## April
| Tag       | Name                                | Beruf, bekannt als                           | Alter | Beleg |
| --------- | ----------------------------------- | -------------------------------------------- | ----- | ----- |
| 6. April  | Giovanni Marinoni                   | italienischer Maler                          |       |       |
| 8. April  | Margarete von Braunschweig-Lüneburg | Herzogin zu Mecklenburg-Stargard             |       |       |
| 11. April | Gaston de Foix                      | französischer militärischer Oberbefehlshaber | 22    |       |
| 24. April | Nikolosa Bursa                      | Äbtissin, Jungfrau                           |       |       |

## Mai
| Tag     | Name                   | Beruf, bekannt als                                          | Alter | Beleg |
| ------- | ---------------------- | ----------------------------------------------------------- | ----- | ----- |
| 14. Mai | Peter Anton von Clapis | italienischer Adeliger, Humanist und Domherr in Deutschland |       |       |
| 21. Mai | Pandolfo Petrucci      | italienischer Herrscher von Siena                           |       |       |
| 26. Mai | Bayezid II.            | osmanischer Sultan                                          | 64    |       |

## Juni
| Tag      | Name                   | Beruf, bekannt als                              | Alter | Beleg |
| -------- | ---------------------- | ----------------------------------------------- | ----- | ----- |
| 13. Juni | Elisabeth von Rietberg | Gräfin von Ostfriesland                         |       |       |
| 18. Juni | Eitel Friedrich II.    | Adliger der schwäbischen Linie der Hohenzollern |       |       |

## Juli
| Tag      | Name                   | Beruf, bekannt als                                                                           | Alter | Beleg |
| -------- | ---------------------- | -------------------------------------------------------------------------------------------- | ----- | ----- |
| 11. Juli | Hartmann Feierabend    | Geistlicher und Humanist                                                                     |       |       |
| 17. Juli | Pallas Spangel         | Theologieprofessor, mehrfacher Rektor der Universität Heidelberg, kurpfälzischer Vizekanzler |       |       |
| 23. Juli | Alexander Bellendörfer | kurpfälzischer Kanzler und Protonotar                                                        |       |       |
| Juli     | Gregor Schmerlin       | deutscher Humanist und Hochschullehrer                                                       | 27    |       |

## August
| Tag        | Name                 | Beruf, bekannt als                                                 | Alter | Beleg |
| ---------- | -------------------- | ------------------------------------------------------------------ | ----- | ----- |
| 2. August  | Alessandro Achillini | italienischer Philosoph und Arzt                                   | 48    |       |
| 10. August | Hervé de Portzmoguer | französischer Seefahrer                                            |       |       |
| 15. August | Imperia Cognati      | römische Kurtisane                                                 | 26    |       |
| 29. August | Georg Krafft         | Rot- und Gelbgießer und Kurmainzer Büchsenmeister                  |       |       |
| 29. August | Philipp Renner       | katholischer Priester, Benediktiner und Abt des Klosters Murrhardt |       |       |

## September
| Tag           | Name                            | Beruf, bekannt als                                                   | Alter | Beleg |
| ------------- | ------------------------------- | -------------------------------------------------------------------- | ----- | ----- |
| 10. September | Heinrich Castorp                | deutscher Kaufmann, Ratsherr und Bürgermeister der Hansestadt Lübeck |       |       |
| 15. September | John Stewart, 1. Earl of Atholl | schottischer Adliger                                                 |       |       |
| 29. September | Johannes Engel                  | bayerischer Astronom und Hochschullehrer                             |       |       |

## Oktober
| Tag         | Name              | Beruf, bekannt als                                                                | Alter | Beleg |
| ----------- | ----------------- | --------------------------------------------------------------------------------- | ----- | ----- |
| 5. Oktober  | Sofia Jagiellonka | polnische Prinzessin, Markgräfin von Brandenburg-Kulmbach und Brandenburg-Ansbach | 48    |       |
| 31. Oktober | Anna von Sachsen  | Kurfürstin von Brandenburg                                                        | 75    |       |

## November
| Tag          | Name                 | Beruf, bekannt als                               | Alter | Beleg |
| ------------ | -------------------- | ------------------------------------------------ | ----- | ----- |
| 11. November | Wolfgang von Polheim | österreichischer Adeliger                        | 54    |       |
| 13. November | Emery d’Amboise      | Großmeister des Malteserordens                   |       |       |
| 18. November | Ludwig Vergenhans    | deutscher Rechtsgelehrter, Kleriker und Diplomat |       |       |

## Dezember
| Tag          | Name                       | Beruf, bekannt als                                            | Alter | Beleg |
| ------------ | -------------------------- | ------------------------------------------------------------- | ----- | ----- |
| 24. Dezember | Hartung Fuchs von Dornheim | Adeliger, Hofmeister und Gesandter der Speyerer Fürstbischöfe |       |       |
| 25. Dezember | Mattheus von Randow        | Mönch und Prior                                               |       |       |

## Datum unbekannt
| Tag | Name                         | Beruf, bekannt als                                              | Alter | Beleg |
| --- | ---------------------------- | --------------------------------------------------------------- | ----- | ----- |
|     | John Brooke, 7. Baron Cobham | englischer Adeliger                                             |       |       |
|     | Johann von Brügge            | 2. Earl of Winchester, Prinz von Steenhuise, Herr von Gruuthuse |       |       |
|     | Gonçalo Coelho               | portugiesischer Seefahrer und Entdecker                         |       |       |
|     | Olivier van Ghent            | flämischer Bildhauer                                            |       |       |
|     | Dietrich Gresemund           | humanistischer deutscher Autor                                  |       |       |